# مارسل پینل
مارسل پینل (انگلیسی: Marcel Pinel؛ ۸ ژوئیهٔ ۱۹۰۸ – ۱۸ مارس ۱۹۶۸) یک بازیکن فوتبال اهل فرانسه بود.
وی همچنین در تیم ملی فوتبال فرانسه بازی کرده‌است.